# Dovžans'k
Dovžans'k (in ucraino Довжа́нськ?) o Dovžansk o Sverdlovdk (in russo Довжанск? o Свердловск?) è de iure una città dell'Ucraina, situata nell'Oblast' di Luhans'k, capoluogo del distretto omonimo della regione storica del Donbass, ma è de facto dal 2014 situata nel Repubblica Popolare di Lugansk a sostegno della Russia.

## Storia
Dall'aprile 2014 è de facto parte della Repubblica Popolare di Lugansk. La denominazione attuale è stata decisa nel 2016 dalle autorità ucraine ma non è riconosciuta dalle autorità russe, per le quali la città conserva il nome di Sverdlovs'k (in ucraino Свердловськ?; in russo Свердловск?, Sverdlovsk), che fu assegnato alla città nel 1938 al momento della fondazione, avvenuta tramite l'unione di più località.

## Economia
L'economia della città si basa principalmente sull'industria estrattiva e di trasformazione.